# Jackie Mittoo
Jackie Mittoo (1948. március 3. – 1990. december 16.) jamaicai billentyűs, dalszerző és zenei igazgató.
Mittoo reggae-legenda volt, mint a The Skatalites alapító tagja rendkívül termékeny dalszerző és
a Studio One zenei igazgatójaként számtalan fiatal tehetség mentora volt.

## Karrier
Donat Roy Mittoo, néven született Browns Townban, (St Ann's, Jamaica) és négyévesen kezdett zongorázni tanulni nagyanyjától.
Az 1960-as években a The Skatalites, The Rivals, The Sheiks, The Soul Brothers és a The Soul Vendors zenekarokban játszott.
Mittoo legnagyobb slágerei a hatvanas évek második felében a következő számok voltak többek között:
- "Darker Shade of Black" ( Frankie Paul feldolgozta "Pass the Tu Sheng Peng" címmel)
- "Bobby Babylon" (Freddie McGregor)
- "I'm Still in Love with You" (Alton Ellis)
- "Baby Why" (a The Cables rocksteady himnusza)
- "Feel Like Jumping" (Marcia Griffiths első slágere)

1970-ben "Peanie Wallie" című számát a The Wailers is feldolgozta "Duppy Conqueror" címmel.
Az 1960-as évek végén Torontóba emigrált. Ott három lemezt készített, Wishbone (Summus), Reggae Magic (CTL) és Let's Put It All Together (CTL) címmel és elindította a Stine-Jac kiadót valamint egy lemezboltot vezetett.

## Diszkográfia

### Albumok
- 1967 – In London [live] – Coxsone's Music City
- 1968 – Evening time – Coxsone
- 1969 – Keep on dancing – Coxsone
- 1970 – Jackie Mittoo Now – Bamboo
- 1971 – Macka Fat – Studio One
- 1975 – Let's Put It All Together – United Artists
- 1977 – Hot Blood – Third World Records
- 1977 – Show Case Vol 3 – Abraham Records
- 1978 – In Cold Blood – Third World Records
- 1978 – The Jackie Mittoo Showcase – Sonic Sounds

### Válogatások
- 1995 – The Keyboard Legend – Sonic Sounds
- 1998 – Showcase – Culture Press – (felvételek 1976 – 1978)
- 2000 – The Keyboard King At Studio One – Universal Sounds
- 2003 – Champion in the area – (felvételek 1976 – 1977)
- 2003 – Drum Song – Attack Records – (felvételek: 1970-es évek)
- 2004 – Last Train To Skaville – Soul Jazz Records
- 1995 – Tribute to Jackie Mittoo – HeartBeat